# Шадаш
Шадаш (порт. Xadas, нар. 2 грудня 1997, Олівейра-де-Аземейш) — португальський футболіст, фланговий півзахисник клубу «Брага». На умовах оренди захищає кольори бельгійського «Рояль Ексель Мускрон».

## Клубна кар'єра
Народився 2 грудня 1997 року в місті Олівейра-де-Аземейш. Вихованець ряду португальських юнацьких команд, останньою з яких стала «Брага». 2 квітня 2016 року в матчі проти «Фреамунде» він дебютував у Сегунда-лізі у складі дублюючого складу.
У 2017 році Шадаш був включений до заявки основної команди. 2 квітня в матчі проти «Марітіму» він дебютував у Сангріш-лізі. 13 серпня в поєдинку проти «Портімоненсі» Шадаш забив свій перший гол за «Брагу». Відігравши за клуб з Браги 34 матчі в національному чемпіонаті, 31 січня 2020 року був відданий в оренду до «Марітіму».
5 жовтня 2020 року перейшов до бельгійського «Рояль Ексель Мускрон», також на умовах оренди.

## Виступи за збірні
2016 року дебютував у складі юнацької збірної Португалії і у складі збірної до 19 років був учасником юнацького чемпіонату Європи 2016 року в Німеччині, ставши півфіналістом змагань. Всього взяв участь у 8 іграх на юнацькому рівні, відзначившись одним забитим голом.
Протягом 2016—2018 років залучався до складу молодіжної збірної Португалії, з якою взяв участь у молодіжному чемпіонаті світу 2017 року у Південної Кореї. На турнірі він зіграв у всіхї п'яти матчах, а у грі 1/16 фіналу проти Південної Кореї (3:1) зробив «дубль». Всього на молодіжному рівні зіграв у 17 офіційних матчах, забив 5 голів.

## Статистика виступів

### Статистика клубних виступів
Станом на 2 січня 2020
| Сезон               | Команда             | Чемпіонат           | Чемпіонат | Чемпіонат | Національний кубок | Національний кубок | Національний кубок | Континентальні кубки | Континентальні кубки | Континентальні кубки | Інші змагання | Інші змагання | Інші змагання | Усього | Усього |
| Сезон               | Команда             | Ліга                | Ігор      | Голів     | Ліга               | Ігор               | Голів              | Ліга                 | Ігор                 | Голів                | Ліга          | Ігор          | Голів         | Ігор   | Голів  |
| ------------------- | ------------------- | ------------------- | --------- | --------- | ------------------ | ------------------ | ------------------ | -------------------- | -------------------- | -------------------- | ------------- | ------------- | ------------- | ------ | ------ |
| 2015–16             | «Брага» Б           | СЛ (ІІ)             | 4         | 0         | -                  | -                  | -                  | -                    | -                    | -                    | -             | -             | -             | 4      | 0      |
| 2016–17             | «Брага» Б           | СЛ (ІІ)             | 30        | 11        | -                  | -                  | -                  | -                    | -                    | -                    | -             | -             | -             | 30     | 11     |
| Усього за «Брагу» Б | Усього за «Брагу» Б | Усього за «Брагу» Б | 34        | 11        |                    | -                  | -                  |                      | -                    | -                    |               | -             | -             | 34     | 11     |
| 2016–17             | «Брага»             | ПЛ                  | 4         | 0         | КП+КПЛ             | -                  | -                  | ЛЄ                   | -                    | -                    | -             | -             | -             | 4      | 0      |
| 2017–18             | «Брага»             | ПЛ                  | 21        | 2         | TdP+КПЛ            | 1+3                | 0                  | ЛЄ                   | 9                    | 0                    | -             | -             | -             | 33     | 2      |
| 2018–19             | «Брага»             | ПЛ                  | 4         | 0         | TdP+КПЛ            | 0+0                | 0                  | ЛЄ                   | 1                    | 0                    | -             | -             | -             | 5      | 0      |
| Усього за «Брагу»   | Усього за «Брагу»   | Усього за «Брагу»   | 29        | 2         |                    | 4                  | 0                  |                      | 10                   | 0                    |               | -             | -             | 43     | 2      |
| Усього за кар'єру   | Усього за кар'єру   | Усього за кар'єру   | 63        | 13        |                    | 4                  | 0                  |                      | 10                   | 0                    |               | -             | -             | 86     | 13     |

## Титули і досягнення
- Володар Кубка Португалії (1):

«Брага»: 2015–16
- Володар Кубка португальської ліги (1):

«Брага»: 2019–20